# لورنز فون اشتاین
لورنز فون اشتاین (به انگلیسی: Lorenz von Stein)؛ (۱۸ نوامبر ۱۸۱۵–۲۳ سپتامبر ۱۸۹۰) اقتصاددان، جامعه‌شناس و اداره امور عمومی پژوهشگر آلمانی از اکرنفورده بود. به عنوان مشاور دوره میجی ژاپن، لیبرالش دیدگاه‌های سیاسی بر متن قانون اساسی امپراتوری ژاپن تأثیر گذاشت. و همچنین متفکران اصلی مشروطه مانند رودولف فون گنیست.
به گفته کالین گوردون، اشتاین دیدگاه یک دولت لیبرال به عنوان شریک تاریخی فعال در ایجاد جامعه مدنی را بیان کرد و خواستار طرح طرح مسئله تشکیل طبقات به عنوان بخشی از دستور کار دولت شد. اشتاین از ترکیب دولت لیبرال قانون اساسی با دولت رفاه حمایت می‌کرد. و او را «پدر فکری دولت رفاه» نامیده‌اند. اشتاین و دیگر لیبرال‌های هگلی، مانند رابرت فون موهل نیز تأثیر عمیقی بر ترقی‌خواهی در ایالات متحده آمریکا گذاشتند.

## زندگی‌نامه
اشتاین در شهر ساحلی بوربی در اکرنفورده که در شلسویگ-هولشتاین در نقش واسمر یاکوب لورنتس زاده شد. او در سال‌های ۱۸۳۵–۱۸۳۹ در دانشگاه کیل و دانشگاه ینا در رشته فلسفه و فقه و در ۱۸۴۲–۱۸۴۱ در دانشگاه پاریس تحصیل کرد. بین سال‌های ۱۸۴۶ و ۱۸۵۱ استاین دانشیار در دانشگاه کیل بود. او در انقلاب‌های ۱۸۴۸ شرکت کرد و به عنوان عضو پارلمان فرانکفورت در انتخابات شرکت کرد. حمایت او از استقلال برای زادگاهش دوک‌نشین شلسویگ، که در آن زمان بخشی از دانمارک بود، منجر به برکناری او در سال ۱۸۵۲ شد.
در سال ۱۸۴۸، اشتاین کتابی با عنوان «جنبش‌های سوسیالیستی و کمونیستی از انقلاب سوم فرانسه (۱۸۴۸)» منتشر کرد که در آن اصطلاح «جنبش اجتماعی» را در بحث‌های علمی به تصویر می‌کشد که در واقع مبارزه جنبش سیاسی برای حقوق اجتماعی را به عنوان حقوق رفاه به تصویر می‌کشد.
این موضوع در سال ۱۸۵۰ تکرار شد، زمانی که اشتاین کتابی با عنوان «تاریخ جنبش‌های اجتماعی فرانسه از ۱۷۸۹ تا کنون» (۱۸۵۰) منتشر کرد. برای اشتاین، جنبش اجتماعی اساساً به عنوان حرکتی از جامعه به دولت درک می‌شد که توسط نابرابری‌های موجود در اقتصاد ایجاد می‌شد و کارگران را از طریق نمایندگی بخشی از سیاست می‌کرد. این کتاب توسط کته منگلبرگ به زبان انگلیسی ترجمه و توسط مطبوعات بدمینستر در سال ۱۹۶۴ (کاهمن، ۱۹۶۶)  منتشر شد.
فون اشتاین از سال ۱۸۵۵ تا زمان بازنشستگی در سال ۱۸۸۵ استاد اقتصاد سیاسی در دانشگاه وین بود. آثار او از آن دوره به عنوان اساس بین‌المللی اداره امور عمومی بود. او همچنین بر عملکرد مالیه عمومی تأثیر گذاشت.
در سال ۱۸۸۲ ژاپن نخست وزیر ژاپن ایتو هیروبومی در رأس هیئتی به اروپا رفت تا سیستم‌های دولتی غربی را مطالعه کند. هیئت ابتدا به برلین رفت، جایی که رودولف فون گنیست به آنها آموزش داد و سپس به وین رفت، جایی که اشتاین در دانشگاه وین سخنرانی می‌کرد. همانند گنیست، پیام اشتاین به هیئت ژاپنی این بود که از حق رأی جهانی و سیاست حزب باید اجتناب شود. اشتاین باورمند بود دولت بالاتر از جامعه است و هدف دولت ایجاد جنبش اصلاحگرا است که از سلطنت تا مردم عادی اجرا شد.
با این حال، اشتاین بیشتر به این دلیل شناخته شده‌است که او دیالکتیک هگل را در حوزه مدیریت دولتی و اقتصاد ملی، به منظور بهبود سیستماتیک این علوم، به کار برد، هرچند که او از جنبه‌های تاریخی غفلت نکرد.
اشتاین وضعیت طبقاتی زمان خود را تحلیل کرد و آن را با دولت رفاه مقایسه کرد. او یک تفسیر اقتصادی از تاریخ را ترسیم کرد که شامل مفاهیم پرولتاریا و مبارزه طبقاتی بود ولی ترس از انقلاب خشونت‌آمیز رایج در میان لیبرال‌های طبقه متوسط را داشت و به جای آن از راه‌حل‌های اصلاح‌طلبانه دفاع می‌کرد. وی بر «مسئله اجتماعی» تأکید کرد که کارگر صنعتی در یک کشور سرمایه‌داری شانسی برای به دست آوردن دارایی و سرمایه با کار ندارد. برنامه ای از دولت رفاه و مدیریت اجتماعی که بر اساس اصل لیبرالی فرصت‌های فردی آزاد و برابر تنظیم شده بود، مورد توجه قرار می‌گرفت.
با وجود شباهت ایده‌های او با مارکسیسم، میزان تأثیر اشتاین بر کارل مارکس نامشخص است. با این حال، مارکس با اظهارات پراکنده دربارهٔ فون اشتاین نشان می‌دهد از کتاب بسیار تأثیرگذار خود در سال ۱۸۴۲ در مورد تفکر کمونیستی در فرانسه آگاه بوده‌است. به عنوان مثال در کتاب «ایدئولوژی آلمانی» (۱۸۴۵–۱۸۴۶)، از اشتاین نام برده شده‌است ولی تنها به عنوان نویسنده کتاب ۱۸۴۲ او.
اشتاین در خانه خود در هادرزدورف-ویدلینگو در منطقه پنزینگ وین درگذشت و در قبرستان پروتستان ماتزلایندورف به خاک سپرده شد.

## مطالعه بیشتر
- ورنر جی کانمن (۱۹۶۶): نقد کتاب: لورنز فون اشتاین: تاریخ جنبش اجتماعی در فرانسه، ۱۷۸۹–۱۸۵۰، ترجمه کته منگلبرگ. مجله آمریکایی جامعه‌شناسی، جلد ۷۱، شماره ۶. (می ۱۹۶۶)، صص ۷۴۶–۷۴۷.
- یواخیم سینگلمن و پیتر سینگلمن (۱۹۸۶): لورنز فون اشتاین و انشعاب پارادایمیک نظریه اجتماعی در قرن نوزدهم. مجله جامعه‌شناسی بریتانیا، جلد ۳۴، شماره ۳.
- ساندرو شینیولا: دولت کار. تاریخ حقوقی، علم دولتی و نظریه مدیریت در لورنز فون اشتاین، دفترهای فلورانسی برای تاریخ فرهنگ حقوقی، XLVI ،۲۰۱۷ ،۵۸۹–۶۲۳.